# Paul Lebart
Paul Lebart, né le 1er germinal an VII (21 mars 1799) à Caen et mort le 2 janvier 1873 à Nogent-le-Rotrou est un architecte français.

## Principales réalisations

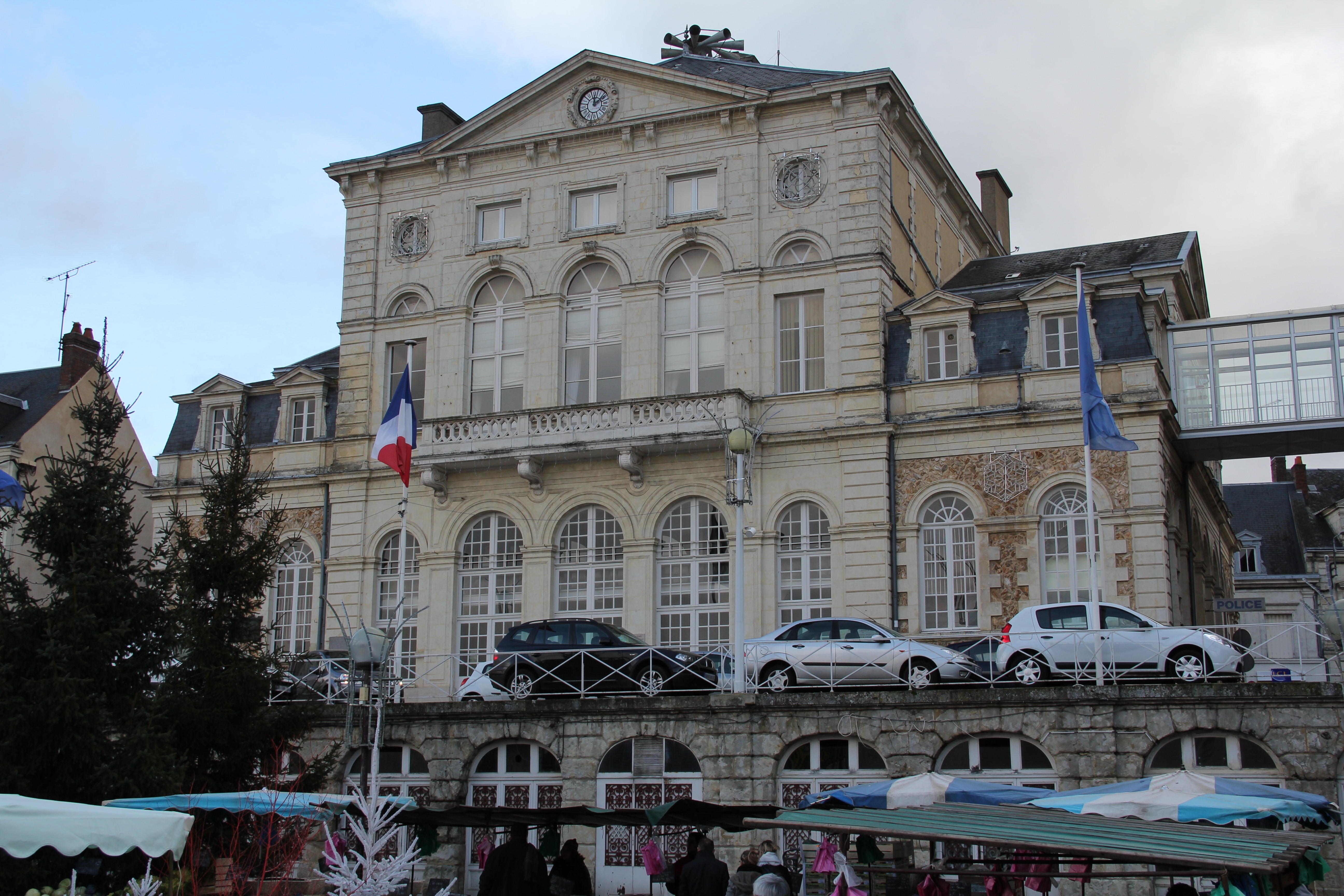
Hôtel de ville de Nogent-le-Rotrou, 1857-1864.

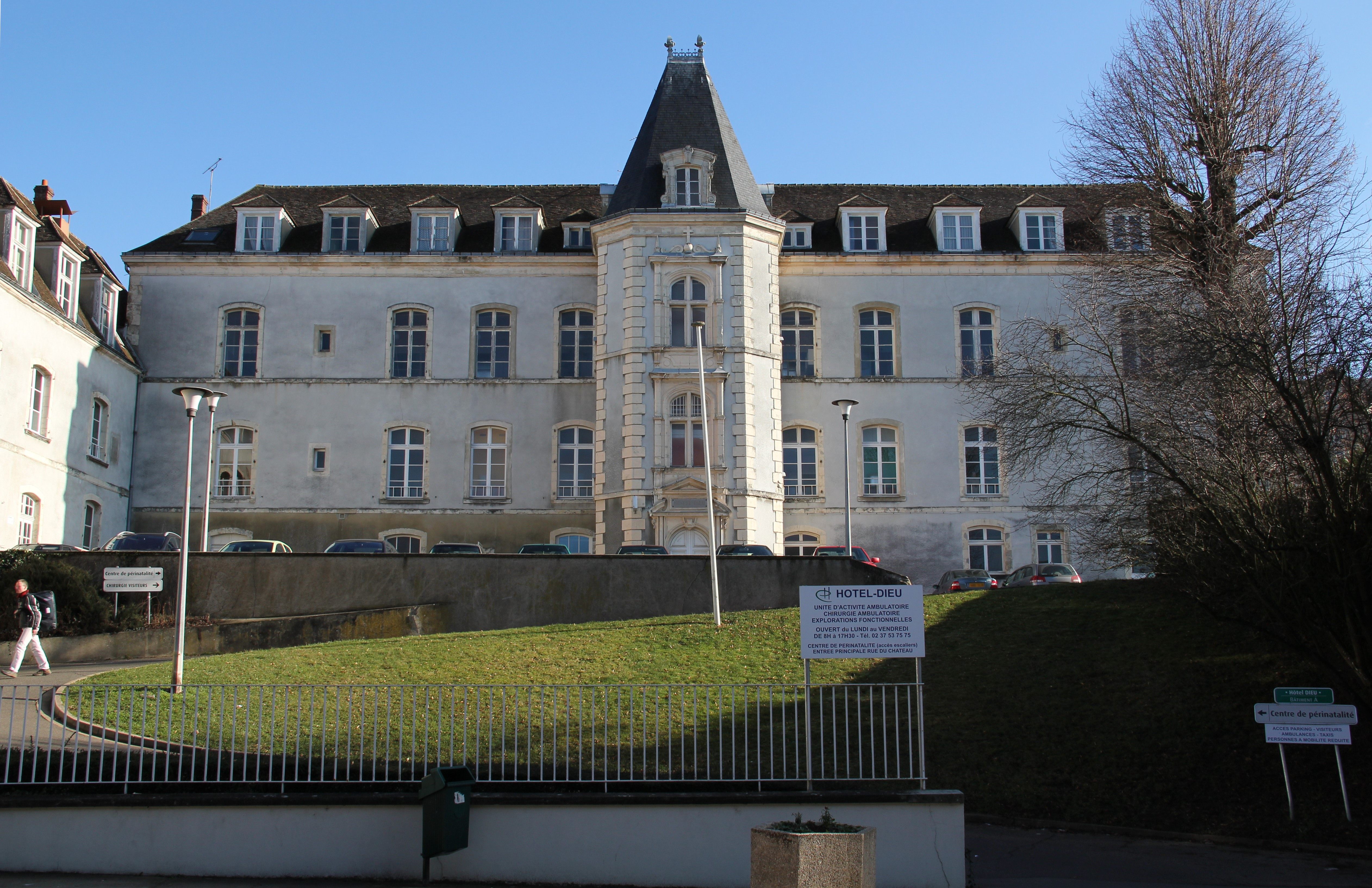
L'Hôtel-Dieu de Nogent-le-Rotrou, 1861-1866.

- Immeuble, 2-4, rue du Collège, Alençon, vers 1835[3].
- Hôtel de Boyville à Alençon, 6-8, rue des Filles Notre-Dame, Alençon, 1846-1848[4].
- Hôtel Curial, place Marguerite de Lorraine, Alençon, 1847[5]. Hôtel Chapelain, 29 rue de Bretagne, Alençon, 1847-1848[5].
- Façade de l'hôtel de ville de Sées, place du général de Gaulle, Sées (Orne)[5].
- Ancien presbytère de Mamers, rue du 115e régiment d'infanterie, Mamers (Sarthe), 1852-1857[5].
- Hôtel de ville de Nogent-le-Rotrou, 42, voie de la Liberté, Nogent-le-Rotrou, 1857-1864[6].
- Reconstruction de l'hôpital-hospice de Nogent-le-Rotrou, 3, rue Gouverneur, Nogent-le-Rotrou, 1861-1866,  Inscrit MH (1990)[7].
- Hôpital de Bellême, place de la Liberté, Bellême (Orne), 1862[5].
- Théâtre de Mamers, place Carnot, Mamers (Sarthe)[8].
- Maison, 1 rue du Pâty, Nogent-le-Rotrou, vers 1865[5].
- Maison, 1, rue Villette Gâte, Nogent-le-Rotrou, vers 1865[5].